# Даніель Гонсалес Бенітес
Даніель Гонсалес Бенітес (ісп. Daniel González Benítez, нар. 7 квітня 1987, Пальма) — іспанський футболіст, що грав на позиції півзахисника.

## Ігрова кар'єра
Народився 7 квітня 1987 року в Пальмі. Вихованець юнацьких команд футбольних клубів «Сальїста» та «Мальорка». У дорослому футболі дебютував 2005 року виступами другу команду останнього, що виступала у третьому дивізіоні. Протягом сезону 2007/08 грав у тому ж дивізіоні на правах оренди за «Понтеведру», а наступний сезон на аналогічних правах провів у друголіговому «Ельче».
2009 року уклав контракт з італійським «Удінезе», утім фактично продовжив виступи на батьківщині, приєднавшись разом із сімома іншими гравцями, що належали «Удінезе», до третьолігової команди «Гранади», з якою італійці мали партнерську угоду. Допомога з Італії дозволила гранадцям у першому ж сезоні здобути підвищення в класі до Сегунди, а ще за рік — уперше за попередні 35 років пробитися до елітного іспанського дивізіону. Дані був важливим співавтором цього успіху і в сезоні 2011/12 лишався гравцем основного складу команди, взявши участь у 30 іграх Ла-Ліги. Утім згодом його статус у команді понизився через складний характер, який призводив до дискваліфікацій, і травми, і протягом двох наступних сезонів він був резервним гравцем. У березні 2014 року було повідомлено, що допінг-тест Дані після однієї із попередніх ігор показав наявність у його організмі кокаїну і його було дискваліфіковано.
Після майже двох років поза грою на початку 2016 року спробував реанімувати кар'єру, приєднавшись до друголігового «Алькоркон». Не провівши за цю команду жодної гри, за півроку став гравцем третьолігового «Расінга» (Ферроль), а за рік перейшов до кіпрського клубу АЕЛ. На Кіпрі спочатку мав регулярну ігрову практику, але у своєму другому сезоні там втратив довіру тренерського штабу.
У 2019–2021 роках грав на батьківщині за третьолівий «Побленсе», а з липня 2021 по початок 2022 року захищав кольори андоррської «Сан-Жулії».

## Титули і досягнення
- Володар Кубка Кіпру (1):

АЕЛ: 2018-2019